# Lizy
Lizy era una comuna francesa, situada en el departamento de Aisne, de la región de Alta Francia, que el 1 de enero de 2019 pasó a ser una comuna delegada de la comuna nueva de Anizy-le-Grand.

## Geografía
Está ubicada a 10 km al oeste de Laon y a 2 km al este de Anizy-le-Château.

## Demografía
| 173 | 244 | 186 | 186 | 193 | 200 | 220 | 254 | 266 |
| Para los censos de 1962 a 1999 la población legal corresponde a la población sin duplicidades (Fuente: INSEE [Consultar]) |     |     |     |     |     |     |     |     |